# Incidente de contaminação de cobalto-60 em Ciudad Juárez
Um incidente de contaminação radioativa ocorreu em 1984 na Ciudad Juárez, Chihuahua, México, originado de uma unidade de radioterapia comprada ilegalmente por uma empresa médica privada e posteriormente desmontada por falta de um pessoal para operá-la. O material radioativo, cobalto-60, foi parar em um ferro-velho, onde foi vendido para fundições que inadvertidamente o fundiram com outros metais e produziram cerca de seis mil toneladas de vergalhões contaminados. Estes foram distribuídos em 17 estados mexicanos e várias cidades nos Estados Unidos. Estima-se que 4.000 pessoas foram expostas à radiação como resultado deste incidente.

## Acidente

### Eventos
Em novembro de 1977, o Centro Médico de Especialidades, um hospital privado em Ciudad Juárez, Chihuahua, comprou uma unidade de radioterapia Picker C-3000 contendo aproximadamente 6000 pastilhas de cobalto-60 de 2,6 GBq cada, que haviam sido introduzidas no México sem cumprir com os regulamentos atuais. O equipamento ficou guardado por quase seis anos porque o hospital não tinha pessoal qualificado para operá-lo. Vicente Sotelo Alardín, então funcionário do centro médico, desmantelou a unidade em 6 de dezembro de 1983 para vendê-la como sucata no ferro-velho Fénix, a pedido do gerente de manutenção do hospital. Sotelo havia desmontado o cabeçote da unidade radioativa e extraído um cilindro contendo a fonte de cobalto-60. Ele então carregou o material em seu caminhão, onde perfurou o cilindro, fazendo com que alguns grânulos de cobalto-60 se derramassem na carroceria do veículo. O caminhão, agora contaminado pelo cobalto-60, posteriormente sofreu uma falha mecânica no retorno de Sotelo do ferro-velho e permaneceu imóvel perto de sua casa em Ciudad Juárez por 40 dias.
Enquanto isso, no ferro-velho, o uso de eletroímãs para manuseio da sucata fez com que os grânulos de cobalto-60 se espalhassem pelo pátio. Os grânulos finos foram atraídos pelos campos magnéticos de outros guindastes eletromagnéticos no pátio e eventualmente misturados com outros metais. Essa sucata radioativa foi enviada para duas fundições: a Aceros de Chihuahua (Achisa), uma fábrica de vergalhões para construção na capital do estado de Chihuahua City, e a maquiladora Falcón de Juárez, fabricante de bases de mesa. Estima-se que, em janeiro de 1984, já tivessem sido exportados para os Estados Unidos e para o interior do México.

### Detecção de material radioativo
Em 16 de janeiro de 1984, um detector de radiação no Laboratório Nacional de Los Alamos, localizado no Novo México, Estados Unidos, detectou a presença de radioatividade nas proximidades. O detector disparou porque um caminhão com vergalhões produzidos pela Achisa fez um desvio acidental e passou pelo portão de entrada e saída da área técnica do LAMPF do laboratório. As autoridades dos EUA perceberam que o vergalhão acionou o alerta e notificaram rapidamente a Comissão Nacional de Segurança e Salvaguardas Nucleares do México (CNSNS) em 18 de janeiro. O CNSNS confirmou que ocorreu uma ampla dispersão de material radioativo e ordenou que a Achisa suspendesse a distribuição de vergalhões fabricados até que se verificasse que não estava contaminado. As autoridades mexicanas também fecharam o ferro-velho.
Em 26 de janeiro de 1984, o pessoal do CNSNS detectou um caminhão abandonado emitindo níveis de radiação de até mil roentgens por hora. Como o veículo estava em uma área densamente povoada, foi rebocado por um guindaste até o Parque El Chamizal. Tendo descoberto o veículo, o CNSNS conseguiu localizar Vicente Sotelo, que confirmou a propriedade e esclareceu que trabalhava no Centro Médico de Especialidades.
Após uma investigação mais aprofundada, o CNSNS concluiu que, além do ferro-velho Fénix, Achisa e Falcon, três outras empresas receberam material contaminado: Fundival, localizada em Gómez Palacio, Durango; Alumetales, em Monterrey, Nuevo León; e Duracero, na cidade de San Luis Potosí, San Luis Potosí. Estima-se que o material contaminado chegou a 30.000 bases de mesa e 6.600 toneladas de vergalhões.

## Consequências

### Recuperação e limpeza do material radioativo
A descontaminação começou em 20 de janeiro de 1984, dois dias após o CNSNS ter sido notificado pelas autoridades americanas. Entre 8 de fevereiro e 14 de abril, foram realizados trabalhos de localização e isolamento de material contaminado no ferro-velho Fénix. Também foram realizados trabalhos de descontaminação nas fundições Achisa e Falcon nesse período, além do rastreamento de carregamentos com vergalhões contaminados que foram despachados para 17 estados mexicanos.
A CNSNS conseguiu recuperar 2.360 toneladas de vergalhões não utilizados. Foi visitado mais de 17.000 edifícios suspeitos de terem sido construídos com vergalhões contaminados e determinou que 814 estruturas precisariam ser demolidas devido a níveis inaceitáveis de radiação. A CNSNS também conseguiu recuperar todas as 30.000 bases de mesas contaminadas, além de cerca de 90% das mil toneladas de vergalhões contaminados que haviam sido exportados para os Estados Unidos. No entanto, em junho de 1984, mais de mil toneladas de vergalhões contaminados permaneciam desaparecidas, tendo sido embarcadas para os estados de Chihuahua, Sonora, Sinaloa, Baja California, Baja California Sur, Coahuila, Nuevo León, San Luis Potosí, Guanajuato, Jalisco, Zacatecas, Tamaulipas, Querétaro, Durango e Hidalgo.
O trabalho de recuperação do vergalhão radioativo era mais complicado nesses estados. 434 toneladas de vergalhões foram identificadas em Sonora, espalhadas por todo o estado, inclusive na capital Hermosillo. 80 toneladas de vergalhões foram enviadas para Hidalgo e distribuídas entre nove municípios, enquanto 42 toneladas foram recuperadas das cidades de Zacatecas e Fresnillo em Zacatecas. Nesses estados, centenas de cercas e casas construídas com material contaminado tiveram que ser demolidas.

### Armazenamento de material radioativo
Em fevereiro de 1984, a CNSNS identificou um local no deserto de Samalayuca para a construção de um "cemitério" conhecido como La Piedrera para abrigar o material radioativo, onde o vergalhão coletado em Chihuahua acabou sendo armazenado em setembro de 1984. O material coletado em outras áreas foi armazenado em instalações em Maquixco, Estado do México (70 toneladas) e Mexicali, Baja California (115 toneladas).
Segundo dados do CNSNS, 2.930 toneladas de vergalhões contaminados, 1.738 toneladas de metal não processado contaminado, 200 toneladas de bases de mesa metálicas, 1.950 toneladas de sucata contaminada, 860 toneladas de contêineres com outros materiais contaminados e 29.191 toneladas de solo contaminado, escória e gesso foram armazenados em La Piedrera.
Em 2001, um relatório do El Universal informou que 110 toneladas de resíduos radioativos do incidente de Ciudad Juárez foram mantidos ao ar livre. O material ficou armazenado na Sierra de Nombre de Dios entre 1985 e 1998, sendo então transferido para Samalayuca, onde foi depositado sem a devida blindagem. Em 2004, uma análise da Universidade Nacional Autônoma do México revelou que os níveis de radiação em Samalayuca ainda eram alarmantes e criticou fortemente o fato de os resíduos terem sido armazenados sem medidas de contenção adequadas.

### Exposição da população
De acordo com o relatório do CNSNS de 1985, cerca de quatro mil pessoas foram expostas à radiação de cobalto-60 como resultado do incidente. Estima-se que quase 80 por cento das pessoas receberam uma dose inferior a 500 mrem (equivalente a 0,005 Sv); 18 por cento, entre 0,5 e 25 rems (0,005-0,25 Sv); e apenas dois por cento (cerca de 80 pessoas) receberam doses superiores a 25 rems (0,25 Sv). Destes, cinco pessoas receberam uma dose entre 300 e 700 rems (3-7 Sv) durante um período de dois meses. O CNSNS também examinou os vizinhos de Vicente Sotelo, determinando que três deles haviam recebido uma dose acima de 100 rems (1 Sv). Para comparação, a radiação média de fundo nos Estados Unidos é de 310 (0,003 Sv) mrem por ano. Doses crônicas acima de 20 rem (0,2 Sv) aumentam o risco de câncer. Doses agudas de 500 rem (5 Sv) matam metade das pessoas afetadas sem tratamento médico. Doses crônicas (recebidas por um longo período de tempo) são menos prejudiciais do que doses agudas.